# Presa Redridge
La Presa Redridge es una presa de acero que cruza el río Salmon Trout en Redridge, condado de Houghton, Michigan, Estados Unidos. Terminada en 1901, es una presa de contrafuertes de losa plana construida con acero, un material relativamente raro para la construcción de presas, que suelen ser de tierra, hormigón o mampostería. La mayoría de las fuentes indican que fue una de las tres únicas presas de este tipo construidas en los Estados Unidos, siendo las otras dos la presa Ashfork-Bainbridge, construida en Arizona en 1898, y la presa del lago Hauser, construida en Montana en 1907, que colapsó al cabo de un año de su construcción.
En 1894, antes de la construcción de la presa de acero, la Compañía Minera del Atlántico construyó una presa de madera para suministrar agua a la fábrica de sellos del Atlántico, que extraía cobre de la roca de la zona. Con el crecimiento de la fábrica de sellos del Atlántico y la construcción de la fábrica de la Compañía Minera del Báltico en las cercanías, el embalse demostró ser insuficiente y en 1901 se construyó la presa de acero. Fue diseñada por J. F. Jackson y construida por la Compañía de Puentes y Hierro de Wisconsin. La presa de madera permaneció en su lugar, sumergida, aguas arriba de la presa de acero.